# Championnat d'Autriche de hockey sur glace 1991-1992
Saison précédente Saison suivante
Le championnat 1991-1992 de hockey sur glace d'Autriche a été remporté par l'EC VSV.

## Saison régulière
Classement
| Place | Équipe         | PJ | V  | N | D  | +/-     | Pts (bonus) |
| ----- | -------------- | -- | -- | - | -- | ------- | ----------- |
| 1     | EC VSV         | 24 | 18 | 3 | 3  | 133: 75 | 43 (4)      |
| 2     | EC Graz        | 24 | 11 | 8 | 5  | 118: 86 | 30 (0)      |
| 3     | EV Innsbruck   | 24 | 9  | 6 | 9  | 100:104 | 27 (3)      |
| 4     | EC KAC         | 24 | 9  | 6 | 9  | 101: 96 | 26 (2)      |
| 5     | VEU Feldkirch  | 24 | 11 | 4 | 9  | 84: 81  | 22 (0)      |
| 6     | Wiener EV      | 24 | 5  | 4 | 15 | 83:126  | 15 (1)      |
| 7     | EK Zell am See | 24 | 4  | 3 | 17 | 81:132  | 11 (0)      |

Entre parenthèses, le bonus obtenu par le classement en Alpenliga.

## Séries éliminatoires
|  | Demi-finales | Demi-finales |   |  | Finales | Finales |  |
|  |              |              |   |  |         |         |  |
|  | EC VSV       | 2            |   |  |         |         |  |
|  | EC KAC       | 0            |   |  |         |         |  |
|  |              |              |   |  | EC VSV  | 2       |  |
|  |              | EC Graz      | 0 |  |         |         |  |
|  | EC Graz      | 2            |   |  |         |         |  |
|  | Innsbruck    | 0            |   |  |         |         |  |

### Demi-finales
| Série                      | Score | Match 1 | Match 2 | Match 3 |
| -------------------------- | ----- | ------- | ------- | ------- |
| EC VSV (1) - EC KAC (4)    | 2:0   | 3:2     | 7:5     |         |
| EC Graz(2) - Innsbruck (3) | 2:0   | 10:3    | 9:3     |         |

### Finale
| Série                    | Score | Match 1 | Match 2 | Match 3 |
| ------------------------ | ----- | ------- | ------- | ------- |
| EC VSV (1) - EC Graz (2) | 2:0   | 11:5    | 3:2     |         |

## Classement
1. EC VSV
2. EC Graz
3. EV Innsbruck
4. EC KAC
5. VEU Feldkirch
6. Wiener EV
7. EK Zell am See

## Effectif vainqueur
| Champions d'Autriche EC VSV | Gardiens de but : Gus Morschauser, Gerhard Thomasser Défenseurs : Jeff Geiger, Herbert Hohenberger, Engelbert Linder, Giuseppe Mion, Emanuel Viveiros Attaquants : Christian Dolinar, Peter Floriantschitz, Kim Issel, Wolfgang Kromp, Günther Lanzinger, Edward Lebler, Manfred Mühr, Helmut Petrik, Peter Raffl, Ken Strong, Alfie Turcotte, Robert Wachter Entraîneur : |